# 柳本聡子
柳本 聡子（やなぎもと さとこ、1978年6月8日 - ）は、大阪府出身の元女子バスケットボール選手である。ポジションはフォワード。「花の78年組」の一人。

## 来歴
樟蔭東高校から樟蔭東女短大を経て、日本航空にキャビンアテンダント（客室乗務員）として入社し、バスケットボール部に所属。1年目にはユニバーシアード代表に選ばれる。JALでは主将も務めた。
全日本のメンバーとしても、2005年のアジア選手権に出場。
2008年引退。現在は客室乗務員に専念している。
薮内夏美は高校・短大・JALの1年先輩に当たる。

## 経歴
- 樟蔭東高校 - 樟蔭東女子短大 - 日本航空（1999年〜2008年）

## 日本代表歴
- 1999ユニバーシアード
- 2005アジア選手権